# Gyldene tider
Gyldene tider är ett musikalbum med tre skivor som gavs ut 2005 med Fredriksson, Kullhammar & Zetterberg. Inspelningarna skedde i början av 2005 på Glenn Miller Café.
Moserobie var skivbolaget som släppte den begränsade utgåvan av skivorna.